# Alliance culturelle de l'Ontario
L'Alliance culturelle de l'Ontario (ACO) est un organisme qui réunit dix membres des milieux artistique et culturel de l'Ontario français. Son siège social est situé dans le quartier Vanier, à Ottawa. Il défend et fait la promotion de la culture francophone en Ontario, travaillant notamment pour la préservation des services d'enseignements culturels, auprès des acteurs de la société ontarienne, notamment les gouvernements de l'Ontario et du Canada,.

## Mandat
Le mandat de l'ACO, fondée en 1990, est de renforcer la collaboration entre toutes les intervenantes et tous les intervenants des secteurs artistique et culturel de l'Ontario français. Elle organise et soutient aussi des évènements culturels et artistiques francophones en Ontario,,.

## Historique
L'Alliance culturelle de l'Ontario a été fondée le 28 octobre 1990 par plusieurs organismes artistiques et culturels francophones en Ontario dans le but d'assurer la représentation des arts et de la culture de l'Ontario français au niveau national. Elle compte huit groupes d'artistes ou de développement culturel de la province, représentant les milieux de la littérature, du théâtre, de la musique, des arts visuels, du cinéma, ainsi que des festivals et des centres culturels.
Dès 1992, l'Alliance culturelle de l'Ontario siège sur un comité mis sur pied par le la ministre de la Culture et des Communications de l'Ontario chargé de faire un suivi au rapport du Groupe de travail pour une politique culturelle des francophones de l'Ontario. Le rapport comporte de nombreuses recommandations pour le développement de la culture et de la vitalité artistique de la communauté franco-ontarienne et plusieurs de celles-ci ressemblent aux revendications de l'ACO. Celle-ci est d'ailleurs un acteur important de la mise en oeuvre des suites du rapport. À cette époque, l'ACO souhaite aussi faire des démarches auprès du gouvernement fédéral pour que les communautés francophones hors Québec aient un meilleur accès aux différents programmes culturels.
Les efforts de l'Alliance frappent un mur en 1995 lors de l'élection du gouvernement conservateur de Mike Harris en Ontario, et l'ACO en subit les effets négatifs.
Plusieurs années plus tard, Catherine Voyer-Léger est la coordonnatrice des activités de l'organisme en 2017, elle s'implique particulièrement dans le domaine littéraire.
Denis Bertrand, l'un des fondateurs de l'organisme, devient le coordonnateur général le 29 mai 2018,. Assurant son mandat, il est actif dans la francophonie culturelle ontarienne et intervient dans les médias,.
En 2023, Lisa Breton, autrefois directrice générale du Centre francophone de Hamilton, devient la nouvelle coordonnatrice de l'organisme. Présente dans le milieu artistique et culturel francophone depuis une vingtaine d'années, elle succède à Denis Bertrand, qui en a assuré la direction de 2018 à 2022. Elle intervient aussi au niveau politique et interpelle le gouvernement ontarien,.
Le 31 janvier 2024, l'ACO dépose des recommandations au gouvernement de l'Ontario sous la forme d'un mémoire qui vise l'amélioration du support offert par le gouvernement au secteur culturel. Benoit Roy est alors le président du conseil d'administration de l'ACO.

## Activités
En 2019, l'ACO annonçait que le mois d'octobre serait le Mois des arts et de la culture francophones en Ontario. En s'inspirant de l'initiative britannique #LOVEtheatre, l'artiste et metteur en scène Ryan Demers-Lafrenière crée le mot-clic #ONmlesarts. Depuis sa création, le mot-clic est utilisé en octobre dans des publications sur les réseaux sociaux, faisant la promotion du travail d'artistes franco-ontarien.ne.s, tout le long du mois d'octobre.

## Distinctions
En 2017, le directeur général, Thierry Laserre et la coordonnatrice culturelle, Patricia Guérin sont tous deux décorés de la médaille de Chevalier de l’Ordre de Lafayette pour leur service et leur apport exceptionnel aux liens entre l'Amérique du nord et la France.